# Маслов, Семён Леонтьевич
Семён Лео́нтьевич Ма́слов (1 февраля 1873, село Нижнее Долгое, Орловская губерния — 20 июня 1938, Москва) — российский учёный-экономист, министр земледелия Временного правительства (1917).

## Биография
Сын управляющего имением, бывшего дворового. Сдал экзамены за гимназический курс экстерном.
С 1894 года учился на медицинском факультете Московского университета, но в 1897 за оппозиционную деятельность был выслан в Казань. В ссылке поступил на юридический факультет Казанского университета, который окончил в 1903 году. Работал с 1902 года статистиком Казанской земской управы. В том же году вступил в Партию социалистов-революционеров (эсеров). В 1906 году — редактор казанской «Крестьянской газеты», в 1907—1910 — член редакции эсеровской нелегальной газеты «Земля и воля», занимался публицистикой. Был арестован, три года находился в тюрьме. С 1914 года работал в Москве в сельскохозяйственной кооперации, был одним из организаторов Центрального товарищества льноводов.

### Деятельность в 1917
После Февральской революции был членом совета Всероссийских кооперативных съездов и, с мая 1917, членом исполкома Всероссийского совета крестьянских депутатов. С апреля 1917 — заместитель председателя Главного земельного комитета, сторонник аграрной реформы, автор одного из первых проектов закона о земле, противник захвата крестьянами помещичьих земель. 25 июня 1917 года по списку партии социалистов-революционеров был избран гласным Московской городской думы. С 3 до 25 октября 1917 года был министром земледелия в четвёртом (третьем коалиционном) составе Временного правительстве. Предложил ряд законопроектов, в том числе о замене земельных комиссаров особыми комитетами Временного правительства с участием представителей общественных организаций и о «Об урегулировании земельными комитетами земельных и сельскохозяйственных отношений». Последний был поддержан исполкомом Всероссийского совета крестьянских депутатов, но встретил неприятие со стороны министров, принадлежавших к кадетской партии, и за день до свержения Временного правительства был отложен до созыва Учредительного собрания. Опирался на поддержку специалистов из Лиги аграрных реформ. Товарищем (заместителем) Маслова в министерстве был Александр Чаянов, тогда молодой учёный-аграрник и один из активных деятелей Лиги аграрных реформ.
Во время большевистского выступления в Петрограде 25 октября (7 ноября) 1917 Маслов призывал к решительному сопротивлению восставшим. В 1 час 50 минут 26 октября был арестован в Зимнем дворце вместе с другими членами Временного правительства. Вскоре освобождён, как и другие министры-социалисты, участвовал в заседаниях подпольного Временного правительства. Был избран членом Учредительного собрания (от Орловского совета крестьянских депутатов и Партии социалистов-революционеров). В ноябре 1917 был арестован по приказу Петроградского военно-революционного комитета (ВРК) и выслан в Кронштадт, но вскоре вернулся в Петроград.

### Кооперативная и научная работа
Затем отошёл от политической деятельности, вернулся в Москву. Был членом правления Центросоюза, с 1921 года являлся председателем совета Центра сельскохозяйственной кооперации Сельскосоюза. Занимал пост председателя правления Льноцентра, преподавал в Московском государственном университете, был проректором Всероссийского кооперативного института в Москве. Автор работ по крестьянской кооперации, в том числе фундаментальной монографии «Экономические основы сельскохозяйственной кооперации. Экономика кооперированного крестьянского хозяйства» (1928).
Как учёный-экономист старался совместить деятельность сельскохозяйственной кооперации и плановую экономику. Полагал, что кооперация должна сохранить значительную часть независимости, что огосударствлению могут подвергаться лишь её центральные органы, а не первичные товарищества, что не соответствовало политике властей. Считал, что земледельческие артели являлись высшей формой производственной кооперации в сельском хозяйстве, что только когда частичная кооперация в сфере сбыто-снабженческих и производственных процессов исчерпает свои возможности, то могут быть созданы условия для развития полной производственной кооперации.
В 1929 году ушёл на пенсию.

### Аресты и гибель
Арестовывался в 1919 и 1921 годах, но дела были прекращены, помогал гимназический товарищ нарком здравоохранения Н. А. Семашко.
В конце 1930 года был арестован по делу Трудовой крестьянской партии по ошибке (вместо проходившего по делу Сергея Маслова), но всё же 18 августа 1931 года Особое совещание при коллегии ОГПУ приговорило его к ссылке в Алма-Ату, где он читал лекции по экономической статистике, затем из-за климата по его просьбе был переведён в Уфу. После письма на имя М. И. Калинина в 1933 вернулся в Москву.
Был арестован 21 февраля 1938 по оговору, полученному в ходе следствия над арестованным мужем дочери Татьяны. Также на основании «агентурных данных» Маслову инкриминировалась связь с активными эсерами.
20 июня 1938 Военная коллегия Верховного суда СССР приговорила его к расстрелу. В тот же день приговор был приведён в исполнение.
Реабилитирован 30 сентября 1988 года.